# 希特德拉·馬利克
希特德拉·馬利克（英語：Jitendra Malik，1960年10月11日—）是一位印度裔美國學者，也是加利福尼亞大學柏克萊分校電子工程和計算機科學的教授。他因其在計算機視覺方面的研究而知名。

## 生平
馬利克於1960年10月11日出生於印度馬圖拉，在賈巴爾普爾的聖阿洛伊修斯高中完成學業。他於1980年獲得坎普爾印度理工學院電機工程學位，並於1985年獲得史丹佛大學計算機科學博士學位。1986年1月，他加入加利福尼亞大學柏克萊分校，目前是電機工程和計算機科學系計算機科學部的亞瑟·J·奇克教授。他也是生物工程系以及認知科學和視覺科學小組的教職員。他在2002年至2004年期間擔任計算機科學部主席，2004年至2006年和2016年至2017年期間擔任EECS的系主任。自2018年1月起，他還擔任位於門洛帕克的Facebook人工智慧研究中心的研究主任和現場負責人，領導計算機視覺、機器學習和機器人技術方面的研究人員和工程師團隊。

## 研究工作
馬利克的研究小組在計算機視覺、人類視覺的計算建模、計算機圖形和生物圖像的分析等方面開展了許多不同的課題。他指導了60多名博士生和博士後，其中一些人在美國的主要大學－包括麻省理工學院、加利福尼亞大學柏克萊分校、卡內基·梅隆大學、加州理工學院、康乃爾大學、伊利諾大學厄巴納-香檳分校、賓夕法尼亞大學、密西根大學和世界各地的大學擔任教職。這項研究中出現了幾個著名的概念和算法，例如非等向性擴散、正規化切割、高動態範圍成像、形狀上下文和R-CNN。根據Google學術，他的論文被引用超過15萬次，H指數為124，I10指數為278，他有20多篇論文每篇被引用超過一千次。他是ISI工程領域的高引用率研究人員之一。他從2019年起擔任印孚瑟斯獎的工程和計算機科學評委。
馬利克於1980年獲得坎普爾印度理工學院電機工程專業最佳畢業學生金獎，並於1989年獲得總統青年研究者獎。在加利福尼亞大學柏克萊分校，他於2000年被選為戴安娜·S·麥恩泰爾優秀教學獎，2001年被選為米勒研究教授，並於2002年被任命為亞瑟·J·奇克教授。他於2008年獲得坎普爾印度理工學院的傑出校友獎。他在2007年和2008年被授予龍格-希金斯獎，在2015年兩度被授予亥姆霍茲獎，以表彰經得起時間考驗的貢獻（授予發表10年後的論文）。他是IEEE、ACM及美國文理科學院的院士，也是美國國家工程院及美國國家科學院的院士。他還獲得了PAMI-TC傑出研究員獎（2013年）、K.S. Fu獎（2014年）、艾倫紐厄爾獎（2016年）以及IJCAI人工智慧卓越研究獎（2018年）。他被授予2019年IEEE電腦先鋒獎，以表彰其「通過開創性的研究、領導和指導，在將計算機視覺發展成一門蓬勃發展的學科方面發揮的領導作用」。

## 外部連結
- 希特德拉·馬利克 （页面存档备份，存于）在加利福尼亞大學柏克萊分校的個人網頁